# سكوت هاوسون
سكوت هاوسون هو لاعب هوكي الجليد كندي، ولد في 9 أبريل 1960 في تورونتو في كندا.

## وصلات خارجية
- سكوت هاوسون على موقع دوري الهوكي الوطني (الإنجليزية)
- سكوت هاوسون على موقع EliteProspects.com (الإنجليزية)
- سكوت هاوسون على موقع HockeyDB.com (الإنجليزية)
- سكوت هاوسون على موقع Hockey-Reference.com (الإنجليزية)